# Men at Work (film, 1990)
Pour les articles homonymes, voir Men at Work.
Pour plus de détails, voir Fiche technique et Distribution.
Men at Work (Hommes au travail au Québec et au Nouveau-Brunswick) est un film américain d'Emilio Estevez sorti en 1990.

## Synopsis
Carl et James sont deux collègues éboueurs de Las Playas, une ville côtière de la Californie. Peu assidus à leur travail et multipliant les provocations, ils rêvent d'ouvrir une boutique pour surfeurs qui les sortirait de leur vie monotone. En attendant, ils n'ont d'autres choix que de poursuivre leur modeste carrière.
Jusqu'au jour où, durant leur service, ils découvrent le cadavre du maire et, par crainte d'être suspectés, décident de le cacher dans leur appartement. Ils se retrouvent alors mêlés à une sordide affaire politique.

## Fiche technique
- Titre : Men at Work
- Titre québécois : Hommes au travail
- Réalisation et scénario : Emilio Estevez
- Directeur artistique : Patricia Klawonn
- Décors : Dins W.W. Danielsen
- Costume : Keith G. Lewis
- Photo : Tim Suhrstedt
- Montage : Craig Bassett
- Musique : Stewart Copeland
- Producteurs : Cassian Elwes, Barbara Stordahl (coproductrice), Moshe Diamant (délégué), Irwin Yablans (délégué), Frances Fleming (associée)
- Sociétés de production : Epic Productions - Euphoria Films Production
- Distribution :  Cipa -  Triumph Releasing Corporation
- Pays de production : États-Unis
- Langue : anglais
- Format : Couleur • 1,85 : 1 • 35 mm
- Genre : thriller, comédie
- Durée : 98 minutes
- Date de sortie : 1990

## Distribution
- Charlie Sheen (VF : Éric Legrand) : Carl Taylor
- Emilio Estevez (VF : William Coryn) : James St. James
- Leslie Hope (VF : Déborah Perret) : Susan Wilkins
- Keith David (VF : Med Hondo) : Louis Fedders
- Dean Cameron (en) : Pizza Man
- John Getz (VF : Patrick Préjean) : Maxwell Potterdam III
- Darrell Larson (en) (VF : Guy Chapellier) : Jack Berger
- Geoffrey Blake : Frost
- Cameron Dye : Luzinski
- Troy Evans : Capitaine Dalton
- Carol King : une voix

## Bande originale
1. Wear You to the Ball - UB40
2. Super Cool - Sly and Robbie
3. Big Pink House - Tyrants in Therapy (en)
4. Feeling Good - Pressure Drop
5. Back to Back - Blood Brothers
6. Take Heed - Black Uhuru
7. Here and Beyond - Sly and Robbie
8. Truthful - Blood Brothers
9. Reggae Ambassador - Third World
10. Give a Little Love - Ziggy Marley & the Melody Makers
11. Playas Dawn - Stewart Copeland
12. Pink Panther No. 23 - Stewart Copeland

## Autour du film
- Charlie Sheen et Emilio Estevez sont frères : le premier décida de prendre le même nom d'emprunt que son père Martin Sheen alors que le second a décidé de garder leur vrai nom de famille.
- Dans le film, le casier de James porte un autocollant pour les Circle Jerks, un groupe de punk hardcore qui était présent dans le film La Mort en prime en 1984, déjà avec Emilio Estévez.
- Stewart Copeland, qui compose la bande originale du film, est le batteur du groupe The Police.
- Le syndicat des éboueurs japonais a exigé que le film soit interdit des magasins vidéo comme il dénigrait les éboueurs, en montrant une très mauvaise image du métier[1].